# Мурман (клуб по хоккею с мячом)
«Му́рман» — профессиональный хоккейный (хоккей с мячом) клуб из Мурманска. По итогам сезона 2011/2012 занял последнее место в Суперлиге чемпионата России и по финансовым причинам в сезоне 2012/2013 выступает в Высшей лиге Первенства России по хоккею с мячом. Является самой северной в мире профессиональной командой по хоккею с мячом.
В 2000 году инициативной группой, во главе которой стоял Коробков С. Е., было принято решение о формировании на базе коллектива «Электранс», состязавшегося в городском и областном чемпионатах, команды для участия в играх первой лиги Чемпионата России. Отыграв несколько сезонов в первой лиге и регулярно принимая участие в финальных турнирах, в сезоне 2004/2005 мурманчане сумели впервые завоевать путёвку в высшую лигу.

## История
Первое упоминание об участии мурманской команды в соревнованиях по хоккею с мячом относится к далёкому 1952 году. В этот период команда участвовала в 1/8 кубка РСФСР, проводя матч в гостях у «Металлурга» (Боровичи). Игру северяне проиграли со счётом 1:0, гол забил Соколов.
По всей видимости, до 1988 года команда из Мурманска принимала участие в различных чемпионатах (областных и играх в рамках Праздника Севера), но достоверных данных об успехах северян нет.
В 1988/89 годах мурманская команда по хоккею с мячом «Труд» участвовала в борьбе за призовые места во второй лиге и заняла 4 место в финальном турнире в Архангельске. Набрав 3 очка, так же, как и команда «Никельщик» (Верхний Уфалей), заняла более низкое итоговое место по разнице забитых и пропущенных мячей. Лучшим вратарём турнира признан воспитанник мурманской хоккейной школы — Андрей Подгурский.
Через год в 1990/91 команда из Мурманска, сменившая название на «Коммунальщик», продолжила участие в соревнованиях второй лиги, оставаясь в числе двенадцати сильнейших. Сезон принёс некоторые изменения в регламент соревнований — они впервые были проведены в двух группах. В первую были включены, в основном лучшие команды по итогам сезона 1989/1990 гг. Соревнования во второй группе прошли в четырёх зонах с разъездами и четырёх без разъездов. Всего участвовало 47 команд. Финал победителей зон прошёл в городе Полевской. Мурманчане заняли итоговое 10 место, набрав 20 очков. Так же заявляется ещё одна команда из Мурманска — «Электранс», но команда выступила неудачно, набрав в итоге 0 очков.
Мурманская команда со временем приобретает достаточно опыта для борьбы в середине таблицы — команда становится «крепким середняком». И в следующем сезоне выходит в первую лигу. Во второй лиге (сезон 1992/93) столицу Заполярья — Мурманск представляет команда «Электранс».
Выход в высшую лигу и участие новичка из Заполярья в сражениях в элитном дивизионе странны по хоккею с мячом сложно давались мурмансской команде, в каждом матче команда старалась навязать борьбу и билась до конца, подчас не хватало совсем немного, но отсутствие опыта выступлений на высшем уровне дали о себе знать — первоследнее место в турнирной таблице.
Участие мурманчан в зональном турнире второй лиги в городе Кулебаки зимой 1996 г., когда «Арктикой» были проиграны все четыре игры (по две «Волне» из Балахны и местному «Металлургу»), можно считать всего лишь небольшой «оттепелью».
Клуб «АМНГР-Мурман» (Арктикморнефтегазразведка-Мурман) создан в 2000 году на базе расформированной команды, выступавшей в 1993—1994 годах в высшей лиге под названиями «Арктик-Сервис» и «Арктика».
В 2005, заняв в первой лиге второе место, следом за московским «Динамо», вышел в высшую лигу.
В 2008 году переименован в «Мурман».
Домашние матчи проводит на стадионе «Строитель» (ул. Воровского, 15а), вмещающем 5000 зрителей.

## Результаты выступлений
| Сезон     | Лига                   | Место | И  | В  | Н | П  | Мячи    | Штр.время | Зрители (дом) |
| --------- | ---------------------- | ----- | -- | -- | - | -- | ------- | --------- | ------------- |
| 2001/2002 | Первая лига            | 5     | 32 | 15 | 2 | 15 | 130:107 | 640       |               |
| 2002/2003 | Первая лига            | 3     | 35 | 30 | 0 | 5  | 225:100 |           |               |
| 2003/2004 | Первая лига            | 3     | 28 | 21 | 1 | 6  | 219:73  |           |               |
| 2004/2005 | Первая лига            | 2     | 26 | 21 | 1 | 4  | 172:79  |           |               |
| 2005/2006 | Высшая лига 22 команды | 14    | 26 | 8  | 0 | 18 | 91:158  | 1005+3К   | 36500         |
| 2006/2007 | Высшая лига 22 команды | 15    | 30 | 10 | 2 | 18 | 114:175 | 1370+4К   | 34300         |
| 2007/2008 | Высшая лига 20 команд  | 18    | 26 | 4  | 3 | 19 | 80:158  | 1045+2К   | 21000         |
| 2008/2009 | Высшая лига 18 команд  | 14    | 22 | 7  | 2 | 13 | 84:118  | 860+3К    | 23100         |
| 2009/2010 | Высшая лига 17 команд  | 12    | 32 | 8  | 3 | 21 | 91:195  | 1080+1К   | (18000)       |
| 2010/2011 | Первая Лига 27 команд  | 1     | 30 | 23 | 0 | 7  | 170:72  | 820+1К    | (32760)       |
| 2011/2012 | Суперлига 14 команд    | 14    | 26 | 2  | 3 | 21 | 60:154  | 1105+1К   | (19600)       |
| 2018/2019 | Суперлига 15 команд    | 11    | 28 | 9  | 2 | 17 | 74:121  | 1020      | 9350          |
| 2019/2020 | Суперлига 14 команд    | 12    | 26 | 5  | 4 | 17 | 77:130  | 770       | 8600          |
| 2020/2021 | Суперлига 14 команд    | 13    | 26 | 5  | 1 | 20 | 78:152  | 955+1К    | 4640          |
| 2021/2022 | Суперлига 14 команд    | 12    | 26 | 5  | 2 | 19 | 90:150  | 1125+2К   |               |
| 2022/2023 | Суперлига 14 команд    | 10    | 26 | 7  | 2 | 17 | 92:146  | 1305+1К   |               |

## Символика и форма
Жёлто-черные цвета          
Болельщики выбрали своей эмблемой атакующую осу

## Гимн
Неофициальный гимн болельщиков. Исполняется на мотив песни «Прощайте, скалистые горы» (музыка — Е. Жарковский). Автор текста — Денис «Фрунз» Пузырёв.
Прощайте, скалистые горы!

В атаку «Разведка» идёт.

Мы вышли в ледовое поле

И знаем — Победа нас ждёт!

Припев

Соперник пусть стонет и плачет,

И бьётся о лёд головой.

«Разведка», ты — супер, с тобою удача,

И бог желто-чёрный с тобой! — 2 раза

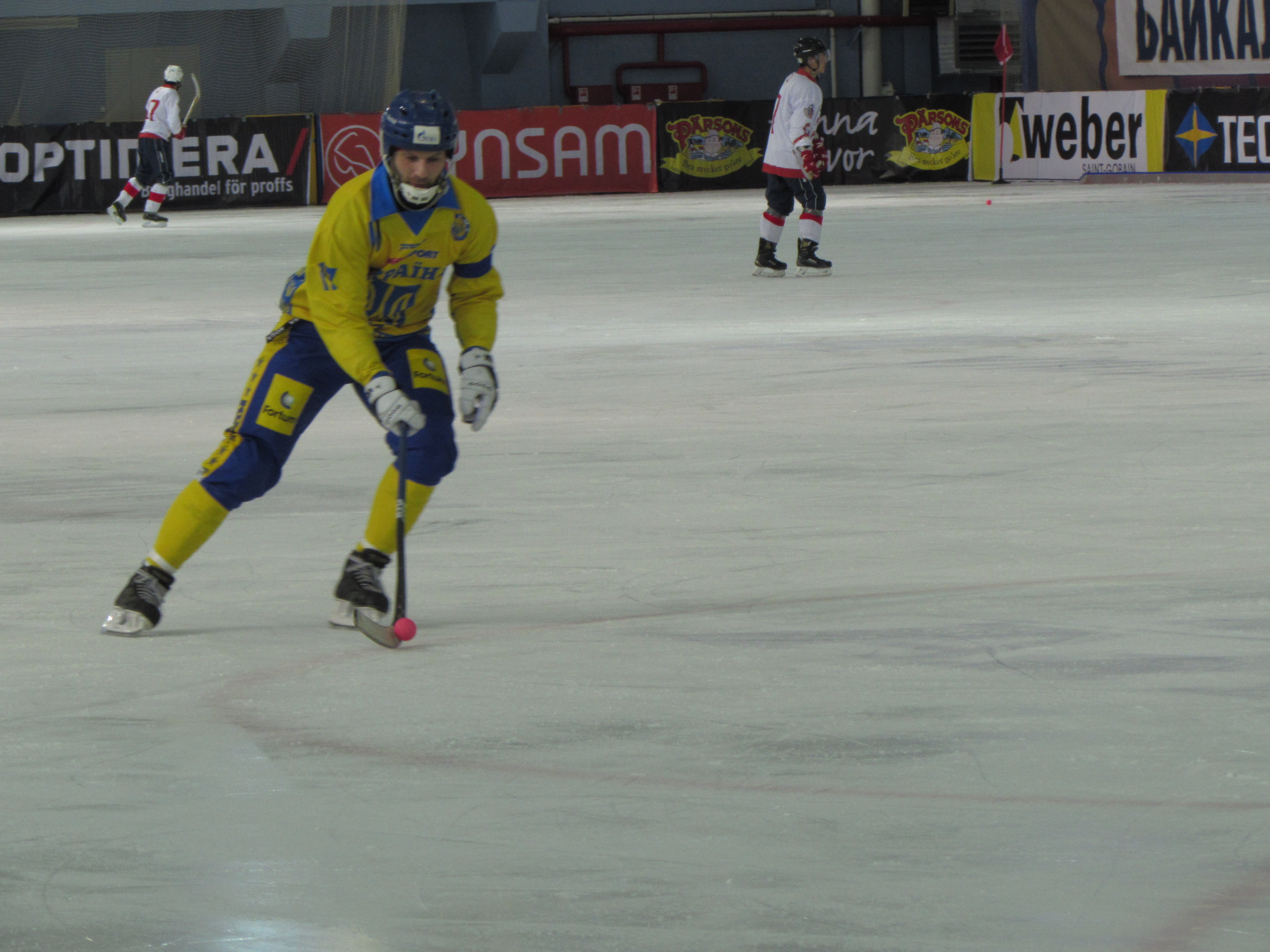
Андрей Марковиченко, Сборная Украины

Когда пропускает «Разведка»,

Мы знаем, что это фигня,

Забьёт Помазан с углового,

Изотов добавит огня!

Припев

Когда побеждает «Разведка»,

Мы весело в бар все идём,

Там выпьем за нашу победу,

Закусим и снова нальём!

Припев